# メトログ
『メトログ』は、2012年4月8日から2020年3月29日までTBSテレビで放送されていたミニ番組。東京地下鉄（東京メトロ）の一社提供番組で、タイトルロゴの上には「Find my Tokyo.」など、各回放送時に東京メトロが採用していたキャッチコピーが付けられていた。

## 概要
日曜 11:40 - 11:45（日本標準時）の5分枠で放送。毎回様々なゲストをナビゲーターに迎え、彼らに東京メトロ沿線地域にある店や施設の中からおすすめのスポットを紹介してもらっていた。2012年10月28日放送分での山田優や2017年7月2日放送分での石原さとみのように、東京メトロのイメージキャラクターを務めた人物を招くこともあった。
放送開始直後の2012年には、毎回ゲストおすすめのスポット3か所をランキング方式で紹介していた。2013年からは、ゲストおすすめのスポットと彼ら自身も知らなかった「再発見スポット」の2か所を紹介する方式となっていた。
2014年3月23日には放送100回を記念し、5分枠でのレギュラー放送とは別に15時30分から1時間の特別番組『メトログ 春のおでかけスペシャル』も放送した。
ゲストが紹介するスポットは、当初は東京都内にあるもののみに限られていたが、2017年には千葉県内にある東西線浦安駅 - 西船橋駅間の地域を、2018年7月15日には埼玉県内にある有楽町線・副都心線の和光市駅近郊を特集した。行徳駅近郊と原木中山駅近郊については最後まで取り上げられなかった。
TBSでの本編放送後に、一部内容をセレクションして、「Tokyo Metro ビジョン」が表示可能な車両（1000系、16000系など）で放送している。ここでは3人のゲスト分で、1人は「再発見スポット」、もう2人はおすすめ店舗のVTRが流れる（逆に2人が再発見、1人がおすすめの場合あり）。
番組は、代々木公園駅近郊について特集した2020年3月29日放送分（ゲスト：古舘伊知郎）をもって終了。8年間の放送で出演したゲストは409名にのぼった。

## 主要スタッフ
- ナレーター（いずれも担当時、TBSアナウンサー）
  - 田中みな実（2012年4月8日 - 2013年3月31日）
  - 林みなほ（2013年4月7日 - 2017年10月29日）
  - 山本里菜（2017年11月5日 - 2020年3月29日）
- 製作：ビー・ブレーン、TBS